# Siergiej Kirijenko
Siergiej Władilenowicz Kirijenko, ros. Сергей Владиленович Кириенко (rodowe nazwisko Izraitiel, ros. Израитель; ur. 26 lipca 1962 w Suchumi) – rosyjski polityk, ekonomista, przedsiębiorca; w latach 80. działacz młodzieżowy i partyjny; w połowie lat 90. rozpoczął działalność polityczną w rządzie Federacji Rosyjskiej; premier Rosji od marca do sierpnia 1998, utracił stanowisko na skutek rosyjskiego kryzysu finansowego; w latach 1999–2000 zasiadał w Dumie Państwowej jako deputowany Sojuszu Sił Prawicowych; od 15 listopada 2005 stoi na czele Federalnej Agencji Energii Atomowej (Rosatom); pierwszy zastępca szefa administracji prezydenta Federacji Rosyjskiej. Bohater Federacji Rosyjskiej (2018).

## Wykształcenie
W 1984 ukończył studia w zakresie budownictwa okrętowego w Instytucie Inżynierów Transportu Wodnego w Gorkim. W 1993 ukończył studia menedżerskie ze specjalizacją finansowo-bankową w Akademii Gospodarki Narodowej przy Rządzie Federacji Rosyjskiej.

## Życiorys
Urodził się w rodzinie wykładowcy filozofii. Młodość spędził w Soczi. W latach 1984–1986 odbył służbę wojskową. Od 1986 pracował w stoczni „Krasnoje Sormowo”. W latach 1987–1991 pracował w aparacie Komsomołu, jako sekretarz komitetu zakładowego w stoczni „Krasnoje Sormowo” i I sekretarz Komitetu Obwodowego w Gorkim. Pod koniec lat 80. był dyrektorem generalnym młodzieżowego koncernu AMK.
W marcu 1990 został wybrany deputowanym Obwodowej Rady Deputowanych Ludowych w Gorkim. Od 1993 do 1996 pełnił funkcję prezesa zarządu banku „Garantija” w Niżnym Nowogrodzie. Od 1994 był członkiem Rady ds. Polityki Przemysłowej i Przedsiębiorczości przy Prezydencie Federacji Rosyjskiej. W tym samym roku został wybrany deputowanym Zgromadzenia Ustawodawczego Obwodu Niżnonowogrodzkiego. W latach 1996–1997 był prezesem kompanii naftowej „Norsi-Oil”.
13 maja 1997 został mianowany pierwszym wiceministrem energetyki i paliw, a 20 listopada 1997 prezydent Borys Jelcyn powołał go na stanowisko ministra. Kierując resortem energetyki dał się poznać jako sprawny administrator, rozwiązując szereg problemów, związanych m.in. z transportem ropy naftowej przez terytorium Czeczenii.
23 marca 1998 został mianowany tymczasowo pełniącym obowiązki szefa rządu i jednocześnie wicepremierem, do czasu akceptacji jego kandydatury przez Dumę. Kandydatura została dwukrotnie odrzucona. Dopiero pod groźbą rozwiązania parlamentu przez prezydenta Jelcyna 23 kwietnia Duma przyjęła kandydaturę Kirijenki w trzecim głosowaniu. Za sprawą młodego wieku i nieoczekiwanej nominacji zyskał przydomek „kinderniespodzianka”.
W sierpniu 1998 doszło w Rosji do poważnego kryzysu finansowego, nastąpił gwałtowny spadek wartości rubla. Kirijenko, idąc za radą zagranicznych ekonomistów, m.in. George’a Sorosa, zdecydował się na dewaluację rubla. Uczynił tak wbrew wcześniejszym zapowiedziom prezydenta Jelcyna, który zapewniał, że dewaluacji nie będzie. 23 sierpnia 1998 rząd Kirijenki został odwołany przez prezydenta, który obarczył dotychczasowego premiera odpowiedzialnością za kryzys.
W grudniu 1999 brał udział w wyborach na stanowisko mera Moskwy. Uzyskawszy 11,2% głosów zajął drugie miejsce za zwycięzcą wyborów, dotychczasowym merem Jurijem Łużkowem. Jednocześnie kandydował do Dumy Państwowej jako jeden z liderów listy wyborczej Sojuszu Sił Prawicowych i uzyskał mandat deputowanego.
18 maja 2000 prezydent Władimir Putin mianował go swoim pełnomocnym przedstawicielem w Nadwołżańskim Okręgu Federalnym. W związku z objęciem tej funkcji Kirijenko utracił mandat deputowanego Dumy. Stanowisko pełnomocnego przedstawiciela zajmował do 14 listopada 2005. Dzień później powołany został na prezesa Federalnej Agencji Energii Atomowej Federacji Rosyjskiej (Rosatom).
W 2020 roku Unia Europejska nałożyła na Kirijenkę osobiste sankcje w związku z otruciem Aleksieja Nawalnego. Osobom objętym sankcjami nie wolno wjeżdżać do krajów UE, korzystać z tranzytu przez te kraje, ich majątek i fundusze w UE są zamrożone, obowiązuje zakaz udzielania im jakiejkolwiek pomocy ekonomicznej ze strony obywateli UE.